# Pansage
 (avril 2016).
Si vous disposez d'ouvrages ou d'articles de référence ou si vous connaissez des sites web de qualité traitant du thème abordé ici, merci de compléter l'article en donnant les références utiles à sa vérifiabilité et en les liant à la section « Notes et références ».

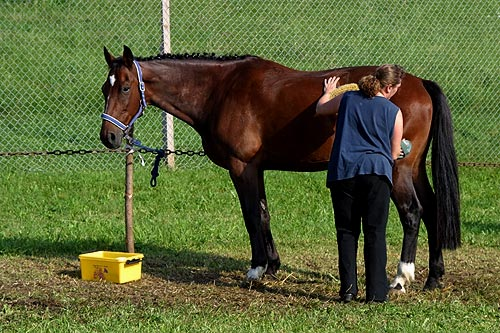
pansage d'un cheval.

Le pansage est l'entretien d'un cheval par diverses actions de brossage et de nettoyage. Panser est également un synonyme de bouchonner. Il s'agit de prendre soin de l'animal et de le nettoyer, généralement avant et après le travail. Les brosses doivent être passées dans un ordre spécifique, en commençant par l’étrille, le bouchon, la brosse douce, l’éponge, le chiffon, le peigne à crinière, le peigne à queue et pour finir le cure-pied. Il existe aussi d'autres brosses comme la brosse à massage.

## Rôle

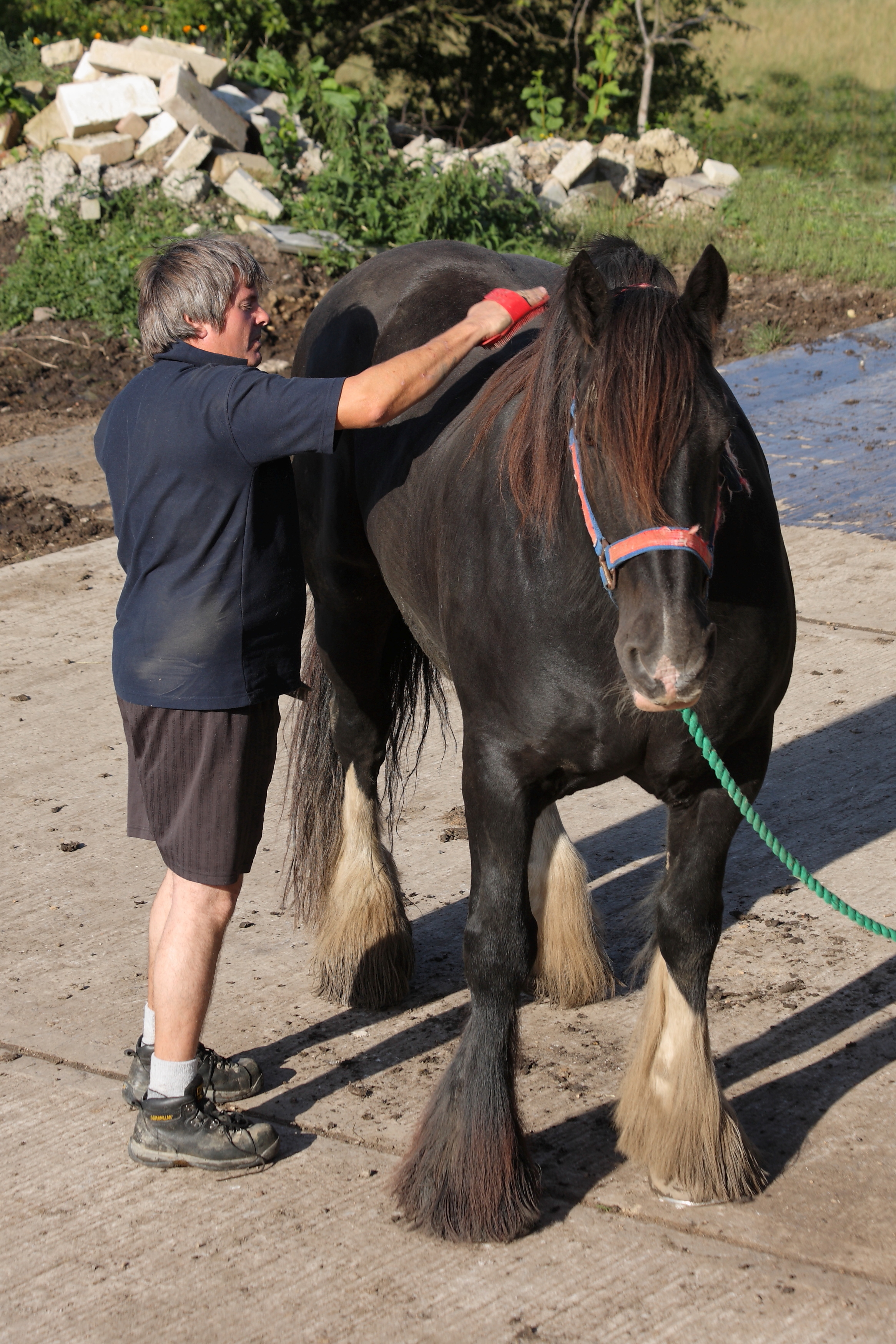
Passage de l'étrille sur un cheval.

Un cheval domestique doit être pansé chaque jour. Il s'agit d'un travail contraignant mais primordial pour tonifier ses muscles, garder sa robe propre et le maintenir en forme. Si un cheval vit dehors, il aura besoin de moins de soins bien que ce soit également indispensable. Il faut brosser la boue séchée, démêler sa crinière ainsi que sa queue. Les soins des pieds sont également essentiels avant et après le travail. Les vérifications concernent également l'état de la corne, du fer, l'absence de corps étrangers sous la sole. Le pied doit être graissé régulièrement, deux fois par semaine étant la fréquence couramment recommandée.
En hiver, pour des chevaux pratiquant beaucoup d'efforts ou produisant une forte transpiration, il est recommandé de tondre l'animal afin de diminuer la transpiration, et de le couvrir à l'aide d'une couverture.

Si le cheval n'est pas tondu, il produira un épais poil d'hiver, ce qui va poser des problèmes lors d'un important entraînement, et sera d'autant plus contraignant à panser. Pour remédier à ce problème, il est possible de couvrir le cheval, à partir d'environ 5 °C. Bien sûr, cela dépend de la race du cheval.
Le pansage, ne sert pas uniquement à nettoyer le cheval. Grâce au pansage, toute la peau est massée et la circulation du sang est ainsi activée. Durant les soins, un rapport d'amitié et de confiance peut être tissé entre l'homme et le cheval ; ce rapport se répercute le plus souvent de façon positive sur l'équitation. Le pansage est d'autant plus important pour les jeunes chevaux qui se familiarisent ainsi avec l'homme.
De plus, celui-ci permet de détecter certaines blessures. Encore, le fait de ne pas panser un cheval, et de le monter peut provoquer des pressions de sangle, de selle, de têtière, etc.

La santé du cheval dépend donc en partie du soin qui lui est apporté.

Concernant la fourchette du sabot, celle-ci peut pourrir si elle n'est pas entretenue (c'est ce qu'on appelle des pourritures de fourchette). Cela peut provoquer des troubles plus graves, tel un abcès dans le pire des cas.

Pour le soin des fourchettes, il est possible d'utiliser un produit approprié, ou du goudron de Norvège à fréquence d'une fois par semaine.

## Fréquence des soins et mode de pansage
En plus du nettoyage avant que le cheval ait été monté, ce dernier devrait être pansé une fois par jour même s'il n'est pas monté. Un pansage efficace dure au moins une demi-heure et doit, dans la mesure du possible, être effectué à l'extérieur.
Les pieds sont curés en premier, la fourchette est dégagée, le panseur s'assurant qu'il n'y a ni pierre ni débris dangereux. Il en profite pour vérifier l'état de la ferrure. Les yeux, les naseaux, l'anus et les parties génitales sont ensuite lavés avec une éponge mouillée. Dans la suite, le cheval est étrillé à rebrousse-poil sur ses seules parties charnues. Il est ensuite bouchonné avec une brosse dure sur tout le corps, vigoureusement, en allant de la tête vers la croupe, puis vers les membres. Une brosse en soin est ensuite utilisée pour éliminer la poussière, toujours à rebrousse-poil, dans un geste circulaire, un coup dans le bon sens, un coup sur l'étrille tenue dans l'autre main pour débarrasser la brosse de la poussière. Pour finaliser le pansage, il est encore possible de passer une brosse en soin douce pour lustrer la robe de l'animal.
La crinière et la queue sont brossées par touffes une fois par semaine. La corne des pieds est lavée régulièrement à l'eau et dès que son état le nécessite.
Le pied est graissé avec un onguent approprié plusieurs fois par mois, en fonction de l'état des sabots.

## Équipement pour effectuer un pansage

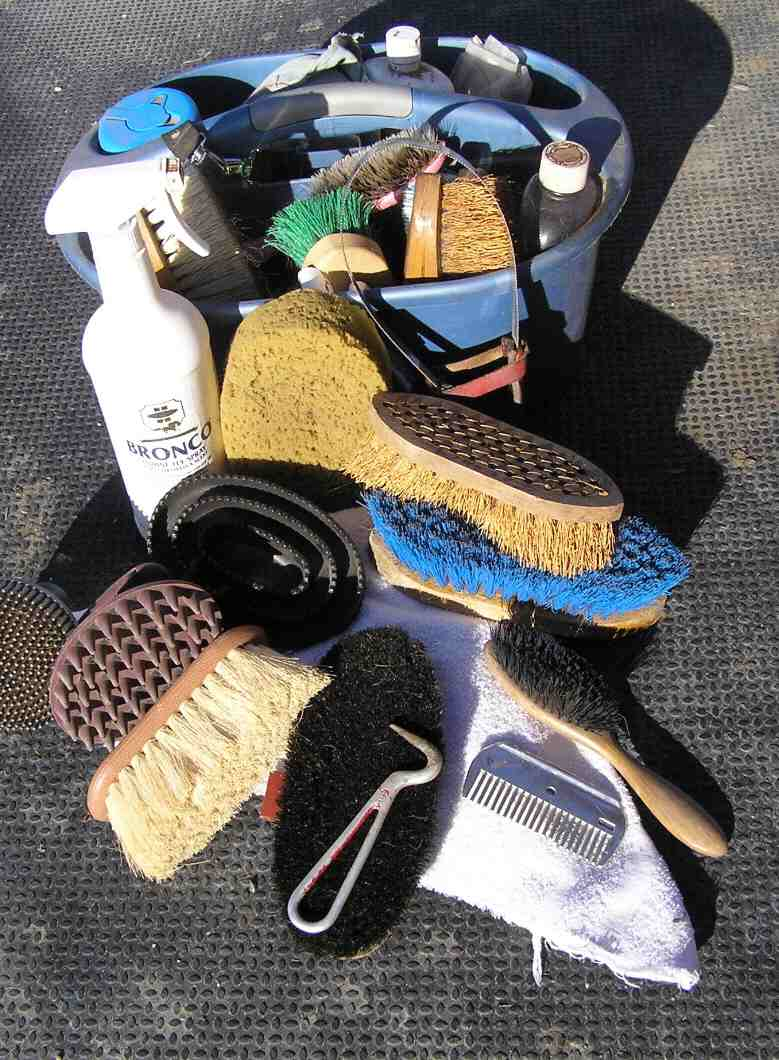
Assortiment d'équipements pour le pansage du cheval

- Étrille américaine, constituée de cercles tangents en métal; se passe dans le sens du poil sur les parties charnues du cheval (pas les membres, la tête, la colonne vertébrale)

- Étrille finlandaise, constituée de picots en plastique ou en caoutchouc disposés en ligne ; se passe en mouvement circulaire sur les parties charnues du cheval (pas les membres, la tête, la colonne vertébrale)

- Étrille en caoutchouc, constituée de cercles concentriques : son rôle est de faire ressortir la crasse. Elle sert également à masser le cheval pour activer la circulation sanguine. L'étrille s'utilise par mouvements circulaires, sur les parties charnues du cheval (dos, croupe, encolure, ventre, bas du dos, passage de sangle, poitrail) ;

- Brosse douce : s'utilisant sur tout le corps du cheval, elle sert à lustrer le poil.

- Brosse de tête; sert à brosser la tête délicatement.

- Brosse dure ou bouchon : la brosse dure s'utilise sur toutes les parties du cheval (sauf tête). Elle peut servir également à démêler les crins.

- cure-pied : enlever les saletés qui se trouvent sous le sabot du cheval (faire la sole, les lacunes latérales, médiane) sans toucher la fourchette.

- brosse à sabot : sert à nettoyer le dessous du sabot, et la paroi si l'on souhaitait graisser.

- peigne : sert à démêler la crinière et la queue du cheval.
- démêlant : Ce n'est pas obligatoire mais c'est efficace pour mieux peigner.

- brosse lustrante : sert à lustrer la robe du cheval.

- brosse massante : sert à masser le cheval avant ou après le travail.

- éponge : sert à nettoyer les yeux, les naseaux, et les parties génitales.
- lingettes : sert à nettoyer les yeux et les naseaux du cheval plus délicatement que l'éponge.

- des élastiques : Cela sert à pionter, faire des coupes à son cheval pour les concours ou autres...

## Les différentes brosses
- les 4 brosses principales (mais il en existe encore d'autres qui ne sont généralement pas utilisées par les débutants) :
- La brosse a crins : Qui sert à démêler la crinière et la queue du cheval
- L'étrille américaine : Etrille en fer qui doit se passer uniquement sur les parties charnues du cheval
- L'éponge : L'éponge sert à nettoyer les yeux, le nez ou les autres parties sensibles

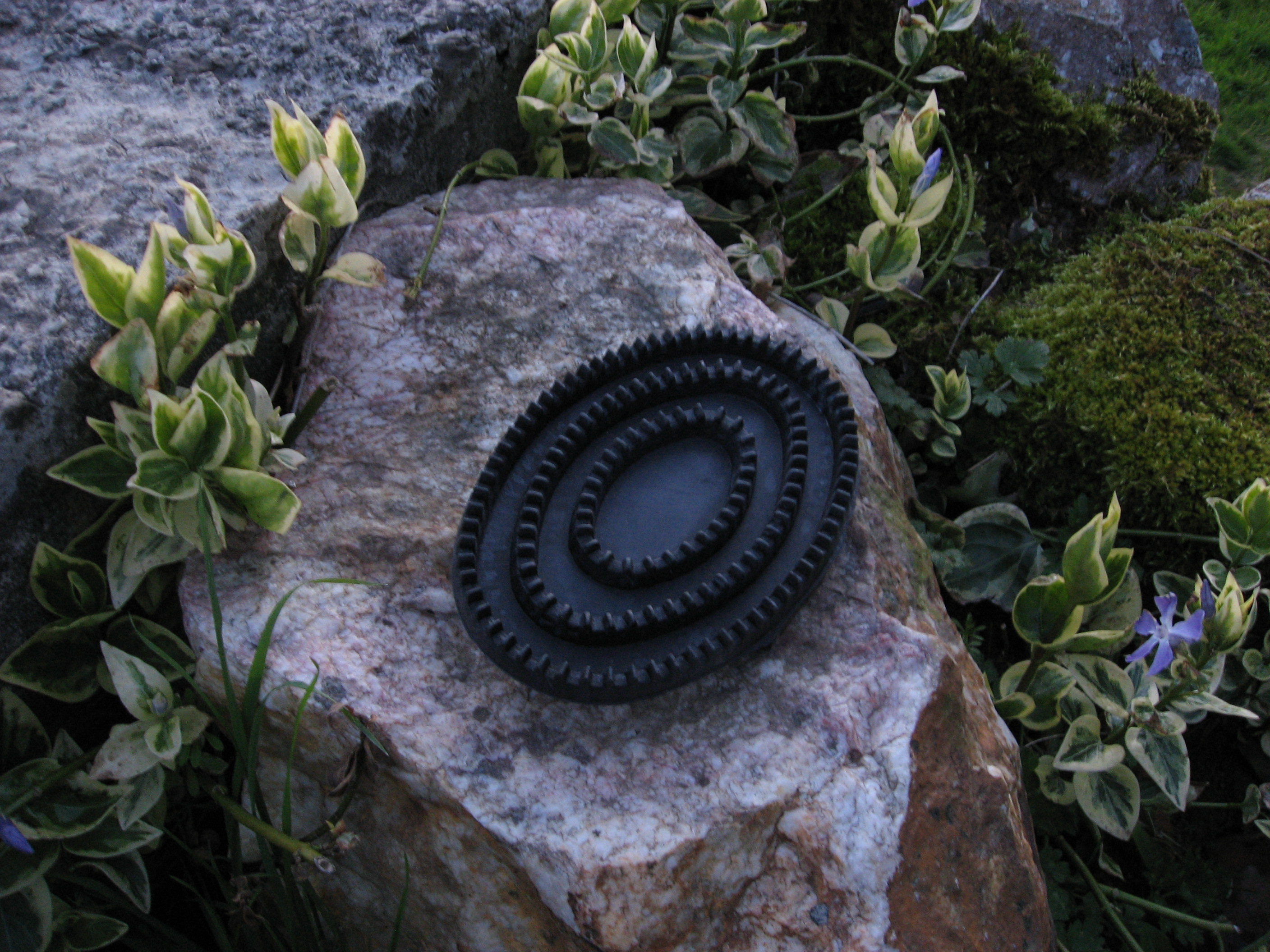
Étrille en caoutchouc
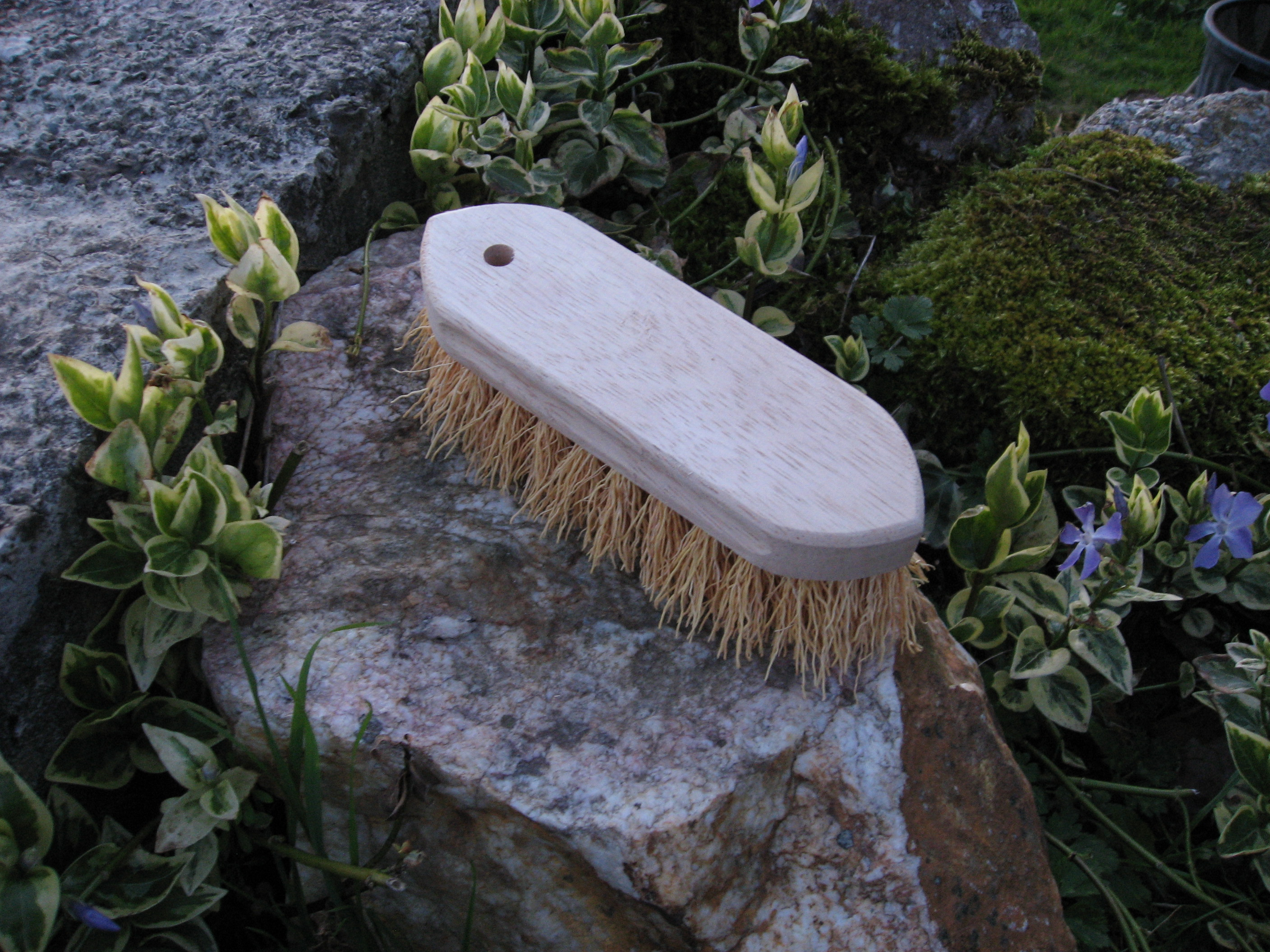
Bouchon
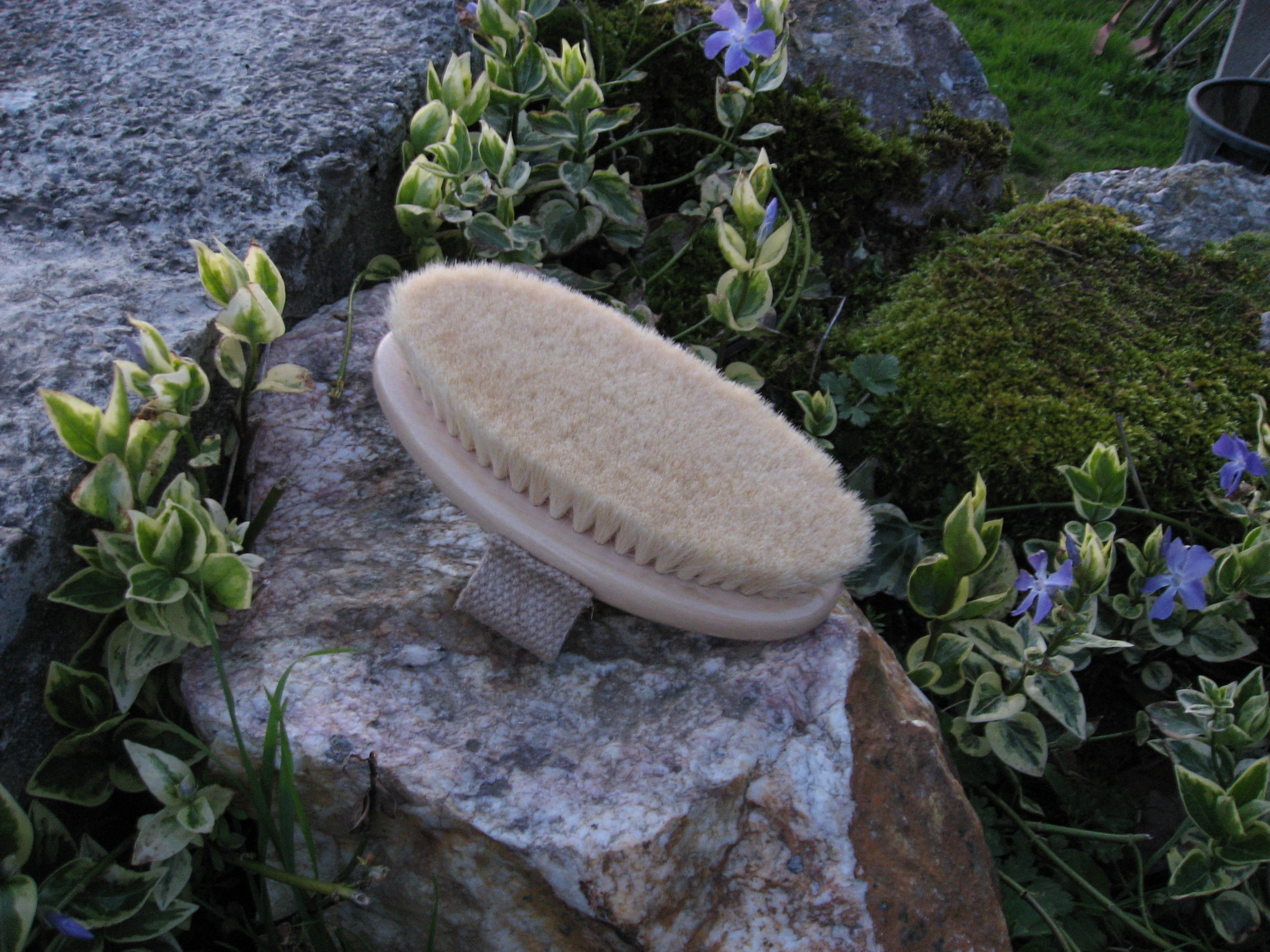
Brosse douce
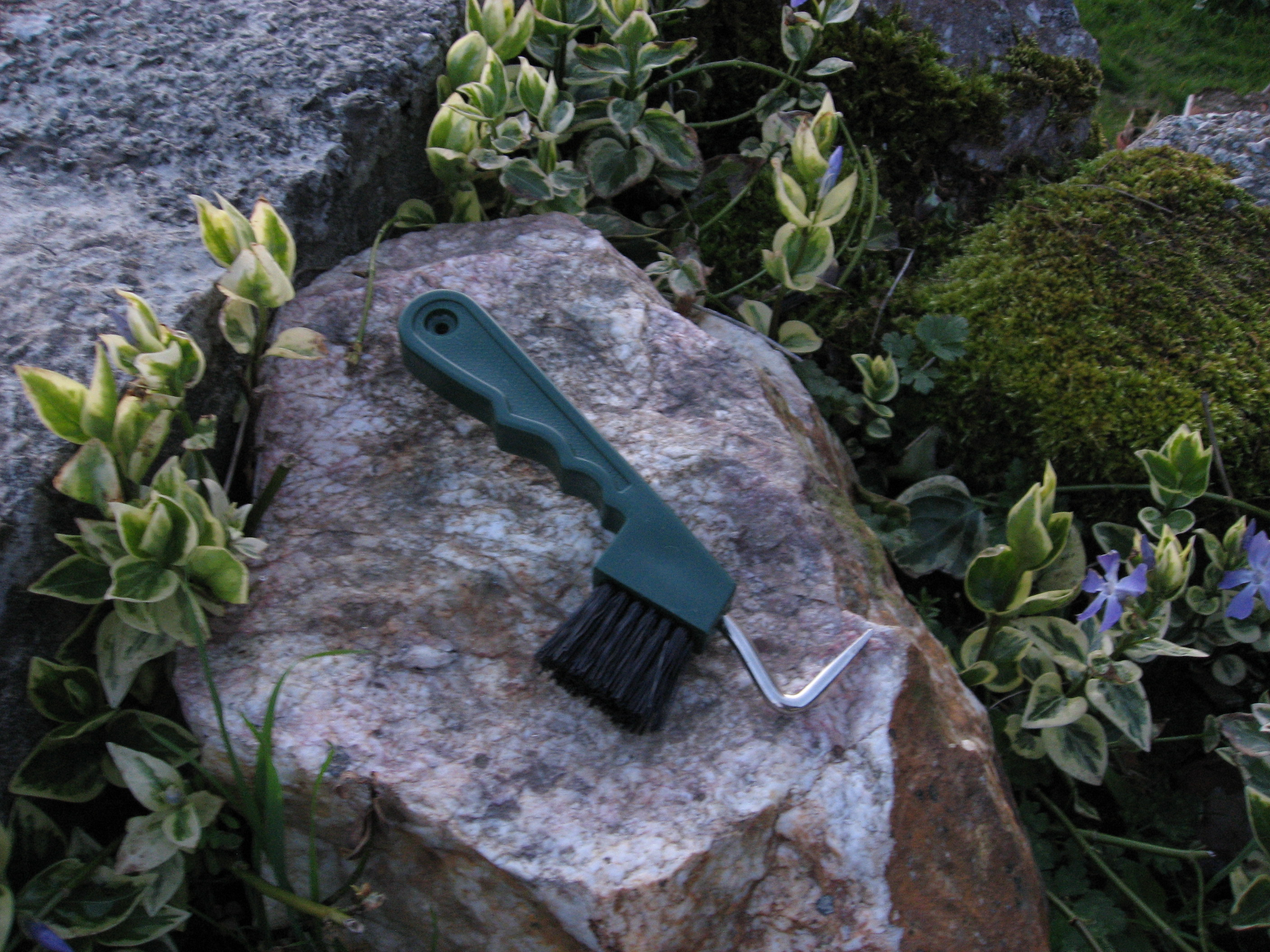
Cure-pied incluant une brosse dure à sabot